# Implantació retardada
La implantació retardada consisteix a guardar l'òvul fecundat sense desenvolupar-lo fins que les condicions ambientals siguin favorables per al naixement de les cries. Aleshores serà quan s'implantarà a l'úter i començarà el període de gestació. La presenten alguns mamífers, i en especial mustèlids, com ara el teixó, l'ermini o la fagina.